# Sophie Errante

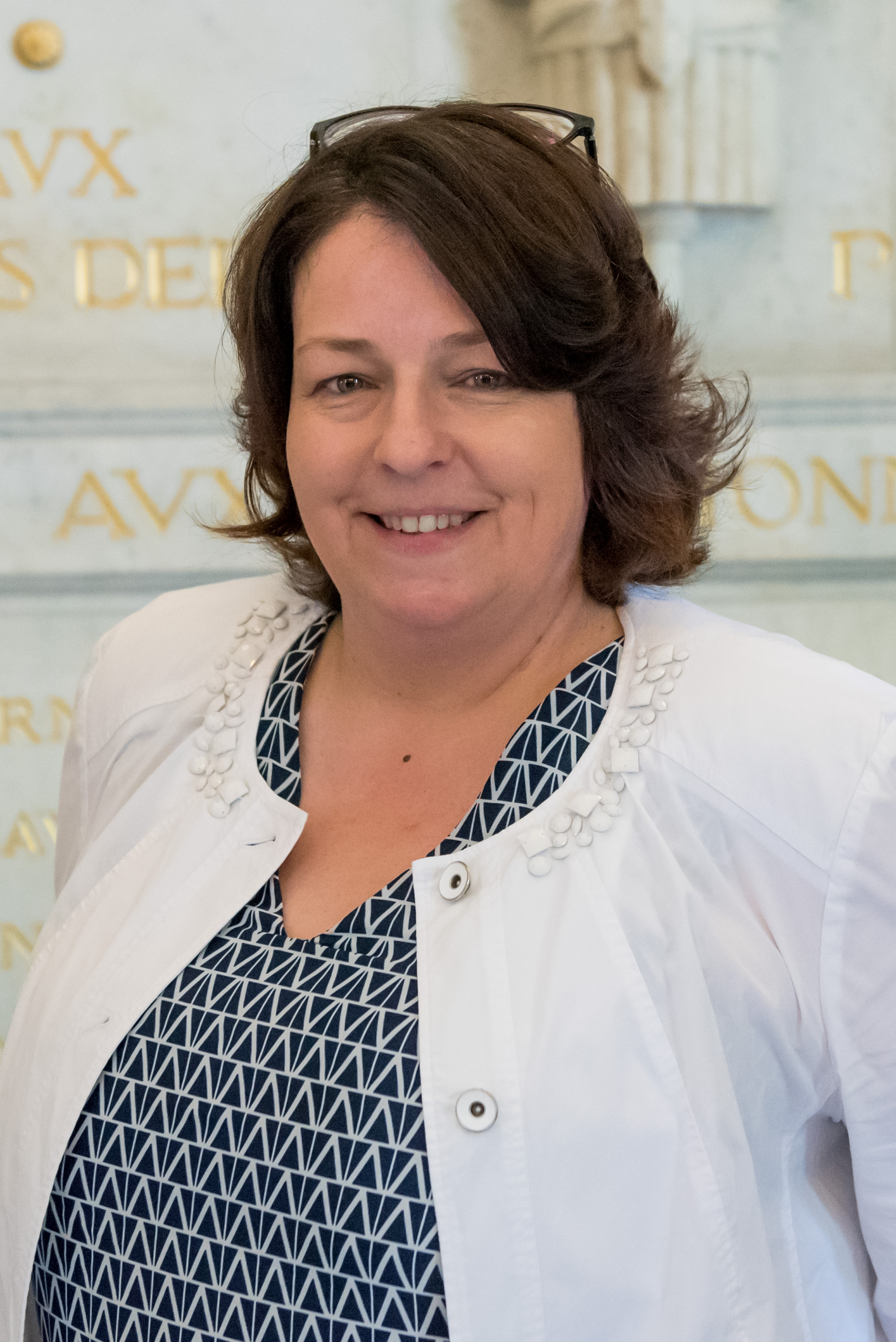
Sophie Errante im Palais Bourbon (2017)

Sophie Errante (* 22. Juli 1971 in Nantes) ist eine französische Politikerin. Sie gehörte zunächst dem Parti socialiste an und seit 2017 der Bewegung La République en marche, die sie 2024 verließ.

## Leben
Von 2008 bis 2014 war Errante Bürgermeisterin von La Chapelle-Heulin. Errante ist seit Juni 2012 Abgeordnete in der Nationalversammlung.